# 포로 솔

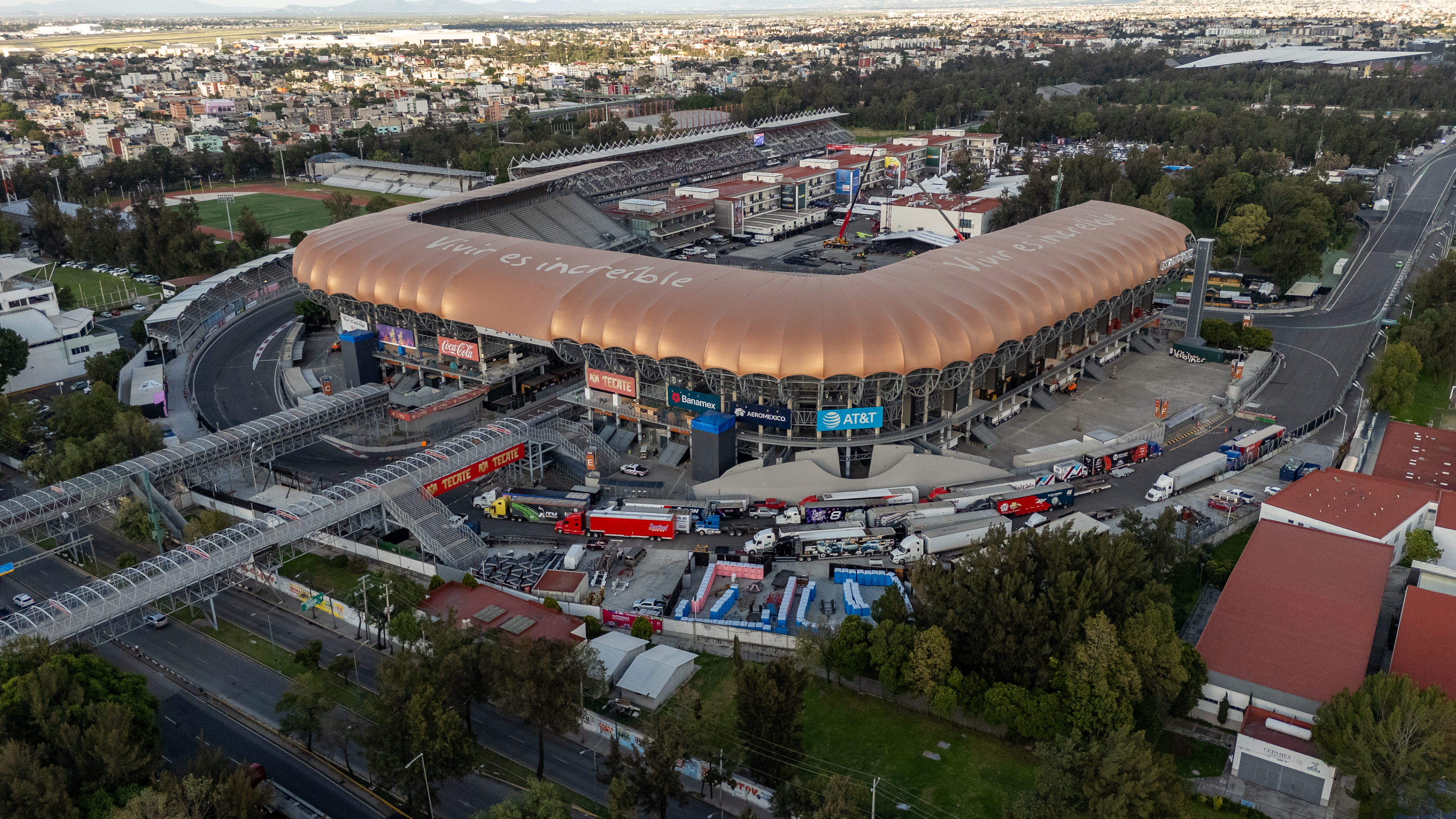
포로 솔

포로 솔(Foro Sol)는 1993년 세워진 멕시코 멕시코 시티의 야구장이다. 25000명을 수용할 수 있으며, 2000년부터 LMB 디아블로스 로조스 델 멕시코의 홈구장으로 사용되고 있다. 또한 2009년 월드 베이스볼 클래식에도 쓰인 적이 있다.